# Sampsó l'Hospitaler
|  | Per a altres significats, vegeu «Samsó». |

Sampsó l'Hospitaler (Sampson, Σαμψών), de malnom  ὁ ξενο?ό χος, o "Hospitum Exceptor" fou un religiós romà, metge i fundador d'un hospital. És venerat com a sant per diverses confessions cristianes.

## Biografia
Havia nascut a Roma, de família noble al segle v. Va estudiar medicina; cristià i molt pietòs, no exercia la professió per afany de lucre sinó per ajudar els pobres, als que va assistir gratuïtament i amb força èxit. De jove va anar a Constantinoble on feia el mateix i va convertir casa seva en un hospital. Fou ordenat sacerdot quan tenia uns trenta anys. Es va fer amic de l'emperador Justinià I al qual va curar d'una malaltia i al que va convèncer perquè fes construir un hospital en lloc de donar-li una recompensa personal.
Va morir vers el 531 a Constantinoble. El seu hospital, proper a santa Sofia, fou dues vegades destruït pel foc però reconstruït i va donar servei durant més de sis segles.

## Veneració
Se li atribuïren diversos miracles i fou canonitzat per les esglésies romana i grega; la seva memòria es commemora el 27 de juny. Samsó fou sebollit a l'església del Sant Màrtir Moci de Constantinoble.
Un 27 de juny, Pere I de Rússia va vèncer els suecs a la batalla de Poltava; això va fer que es construís la Catedral de Sant Samsó a Sant Petersburg i la seva veneració s'estengués a Rússia.